# Thamnochortus insignis
Thamnochortus insignis är en gräsväxtart som beskrevs av Maxwell Tylden Masters. Thamnochortus insignis ingår i släktet Thamnochortus och familjen Restionaceae. Inga underarter finns listade i Catalogue of Life.

## Bildgalleri

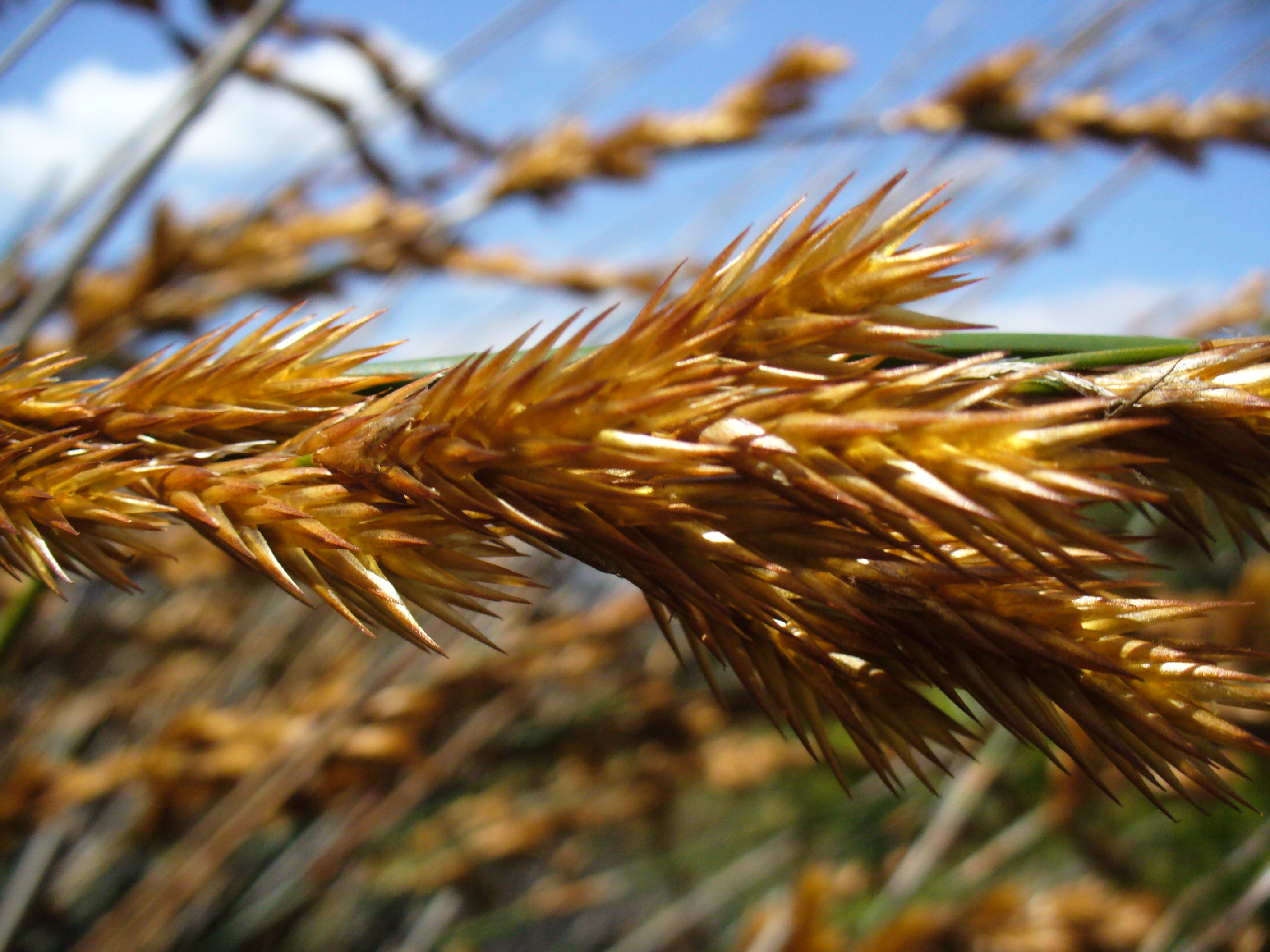
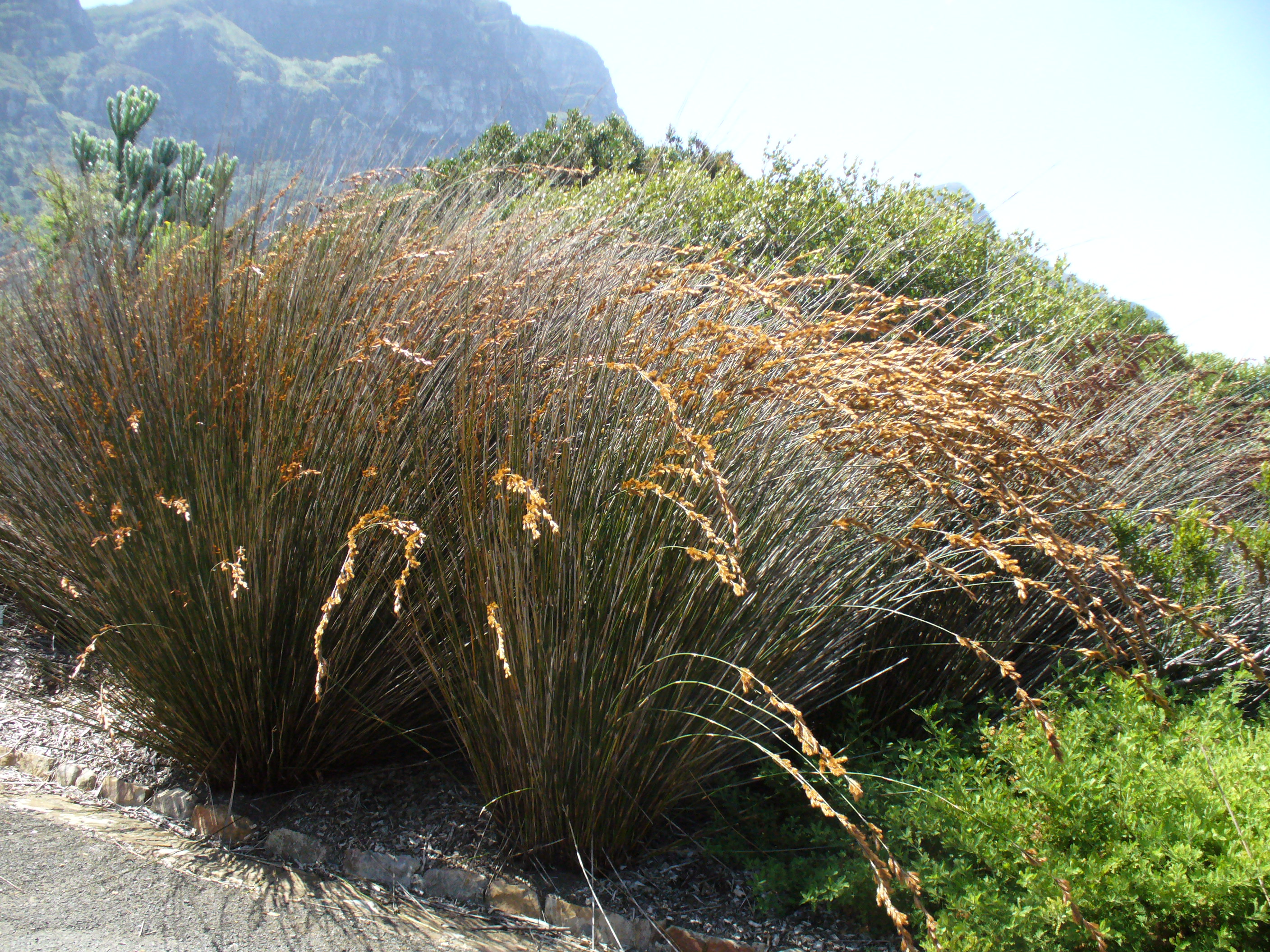
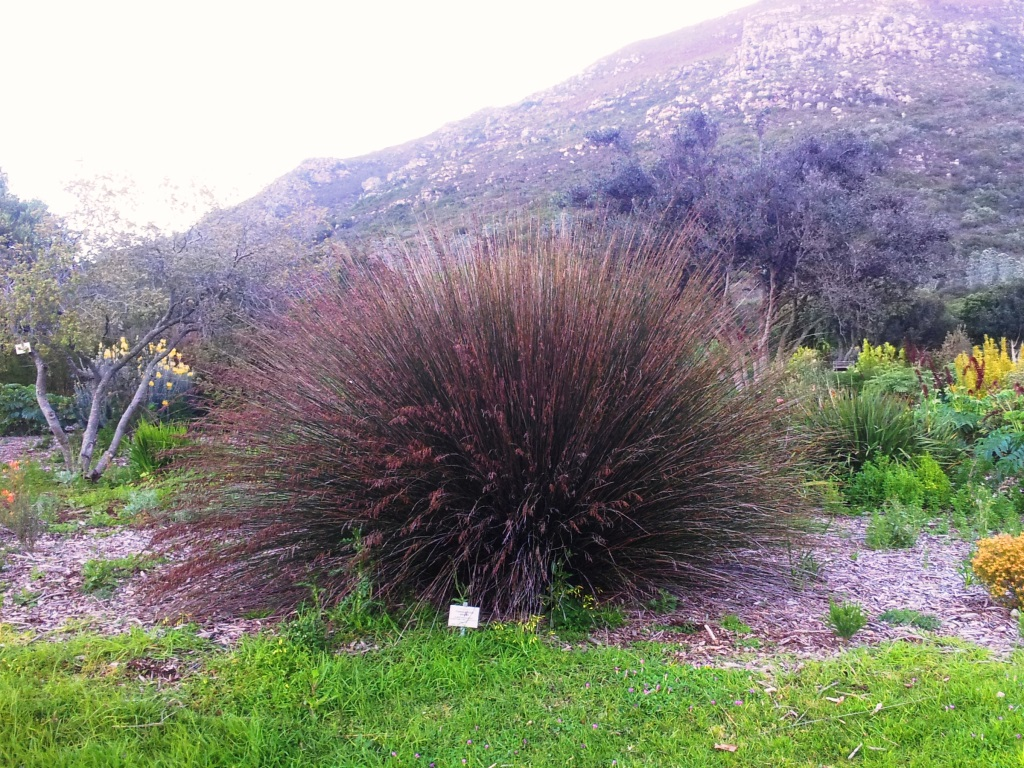